# Jacobaea grandidentata
Jacobaea grandidentata (жовтозілля великозубчасте як Senecio grandidentatus) — вид квіткових рослин з родини айстрових (Asteraceae).

## Біоморфологічна характеристика
Це багаторічна рослина 50–120 см заввишки. Уся рослина павутинисто-шерстиста. Листки перистороздільні, з широкими (до 10 мм завширшки) зубчастими лопатями. Кошики у негустому щиткоподібному суцвітті, численні. Язичкові квітки у кількості 10–15, жовті, значно перевищують обгортку. Сім'янки до 2.5 мм завдовжки, запушені, з чубком з численних волосків.

## Поширення
Країни поширення: Казахстан, Україна.
В Україні вид росте на засолених луках, рідше на пісках і вапняках серед чагарників, на лісових узліссях і сухих трав'янистих схилах — у Донецькому Лісостепу, Лівобережному Злаково-Луговому Степу та всьому Криму (крім Тарханкутського півострова та яйли), звичайний.